# Mitrailleuse Montigny

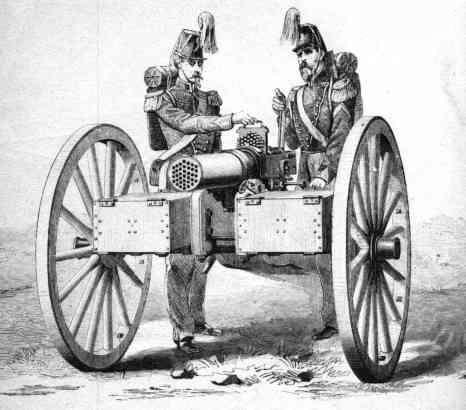
Mitrailleuse Montigny

La mitrailleuse Montigny ou Montigny-Fafschamps, également appelé mitrailleur Christophe de Montigny, fabriquée en Belgique, précéda  le canon à balles ou  mitrailleuse Reffye fabriquée en France . Dans les deux cas, il s'agit d'armes à culasse mobile regroupant en faisceau un certain nombre de canons fixes. La mise à feu de ses cartouches à percussion centrale est actionnée par une manivelle indépendante. Développée par l'armurier belge Joseph Montigny (en) en 1863, la mitrailleuse Montigny est basée sur un prototype de Toussaint-Henry-Joseph Fafchamps datant de 1851. Le canon à balles de Reffye fut un peu plus tard une adaptation de la mitrailleuse Montigny.

## Principe de fonctionnement

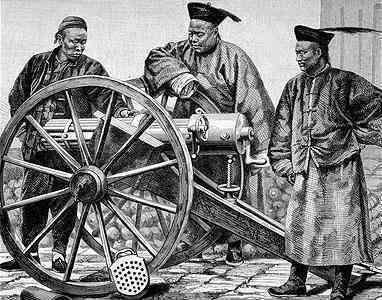
Des officiers de l'armée de l'Empire Qing étudiant une mitrailleuse Montigny durant la période du mouvement d'auto-renforcement.

L'objectif de l'arme était de remplacer la boîte à mitraille ou les obus à balles que tiraient les canons de l'époque. La portée utile de ces derniers était devenue inférieure à celles des fusils d'infanterie rayés tirant la nouvelle balle Minié, existant depuis le début des années 1860.
La mitrailleuse Montigny, mise en service en 1863 par la Belgique, est formée de trente-sept canons en acier réunis dans une âme en bronze. Les trente-sept canons, de calibre 11 mm, sont rayés. Le chargement s’effectue grâce à une plaque amovible. Cette plaque contient 37 cartouches de 11 mm, à percussion centrale, qui sont environ deux fois plus puissantes que les cartouches du fusil Chassepot utilisé par l'infanterie française. Elles sont mises à feu individuellement à la cadence souhaitée en manœuvrant un levier manivelle situé à droite de la culasse. On peut ainsi tirer au coup par coup, par rafales courtes ou longues, à la cadence maximale de 100 coups par minute environ. La mitrailleuse française de Reffye ou "canon a balles" tirait une munition de 13 mm, plus puissante, à percussion centrale, qui était chargée sur blocs amovibles de 25 cartouches au lieu de 37 cartouches pour la mitrailleuse Montigny.
Contrairement à la mitrailleuse Gatling, la mitrailleuse Montigny (1863) et la mitrailleuse de Reffye (1866) n’ont pas eu de descendance et leur principe est aujourd'hui totalement abandonné.

## Emploi durant la guerre franco-prussienne de 1870
La mitrailleuse de Reffye ou "canon à balles" est adoptée par l’armée française en 1866 à la demande de Napoléon III, qui souhaite combler le vide entre la portée maximale des boîtes à mitraille (500 m) et la portée minimale de l’obus à balles, les deux principales munitions utilisées par l’artillerie contre l’infanterie. Affectée à l’artillerie qui l’emploie comme un canon, cette modification de la mitrailleuse Montigny est connue en France sous le nom du promoteur principal qui devient responsable de sa fabrication, le commandant Jean-Baptiste Verchère de Reffye.
En août 1870, l’armée française possédait 190 canons à balles, dont 168 affectés à l’armée du Rhin, en 28 batteries. Ils sont utilisés intensivement en batteries de 6 pièces affectées à l'artillerie, qui s’en sert contre les batteries adverses. Celles-ci répliquent en concentrant leurs feux sur les batteries de canons à balles, les réduisant rapidement au silence. Cet emploi inadapté (notamment dans les batailles de Wissembourg (4 août) et de Spicheren (6 août)) limite son efficacité. Elle a néanmoins un effet sur les soldats allemands : outre l’effet psychologique, elle a quelques succès spectaculaires à Frœschwiller (6 août), Borny (14 août) à Rezonville (16 août), et surtout lors de la bataille de Saint-Privat (ou Gravelotte) le 18 août. Mais, faute d'une doctrine d'emploi adaptée et d'un entraînement suffisant des servants, cette nouvelle arme se voit surclassée par l'artillerie de campagne allemande.
L’état-major allemand craignait beaucoup cette arme, et se fit remettre douze batteries complètes par Bazaine, avant de les vendre à la Belgique, qui les revendit à la France en 1876.
Dans le camp opposé, seule l'armée bavaroise emploiera sans grand succès une arme à répétition très rustique connue sous de nom de mitrailleuse Feldl (de).
Bon nombre de ces mitrailleuses passèrent en Suisse en février 1871, lors de l'internement de l'Armée de l'Est.

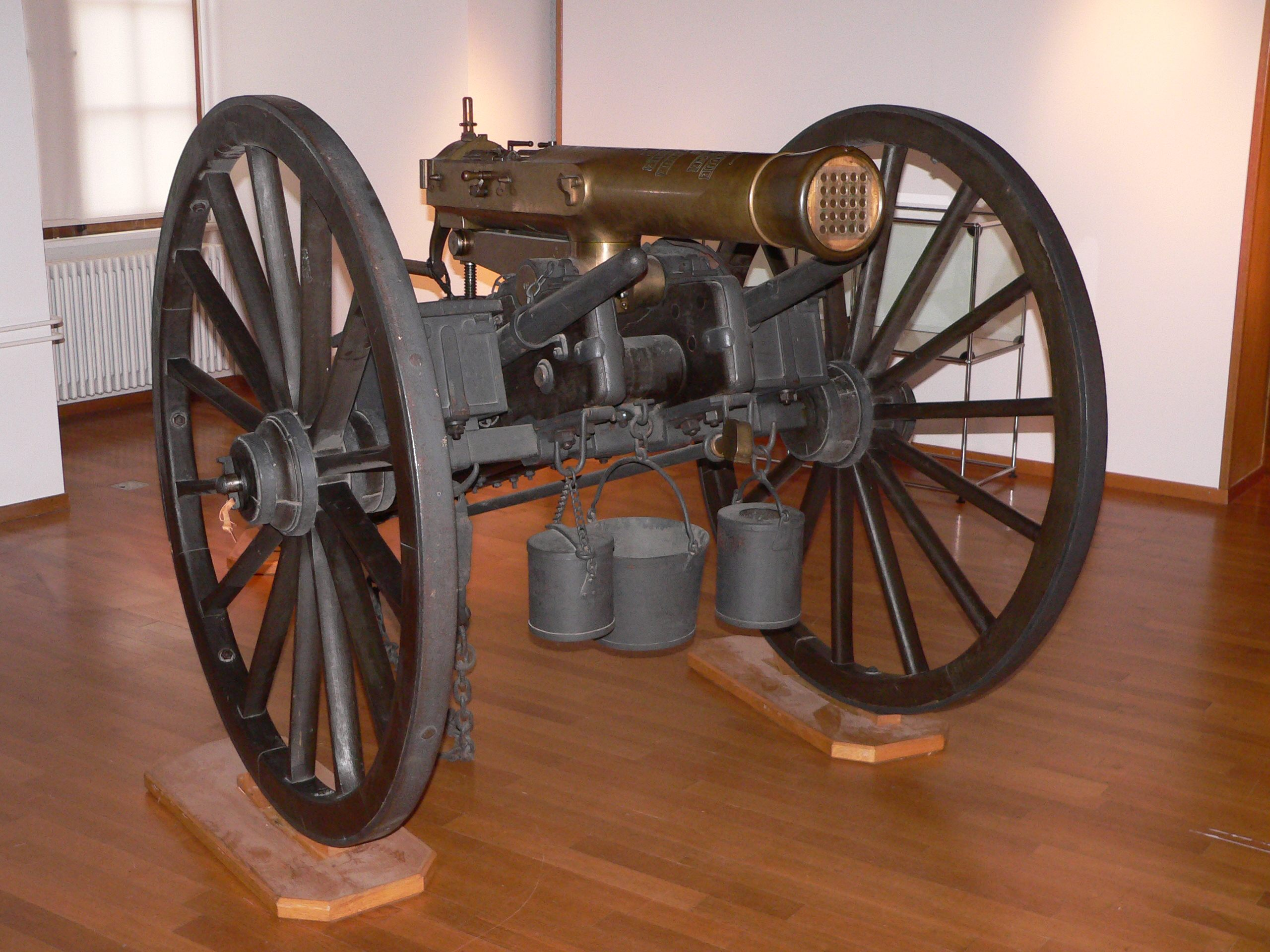
Mitrailleuse de Reffye, musée du château de Morges, Suisse
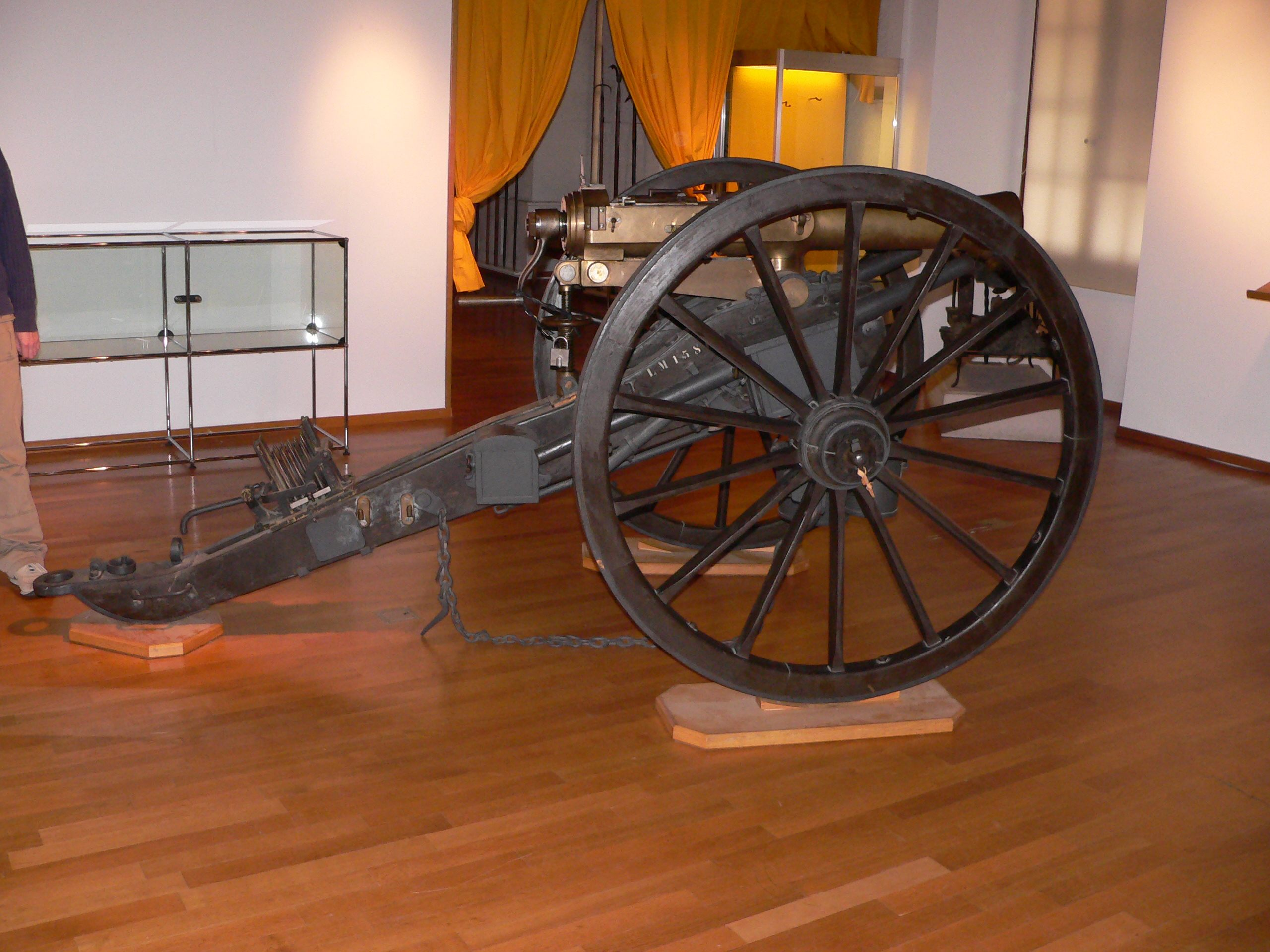
Mitrailleuse de profil, musée du château de Morges, Suisse
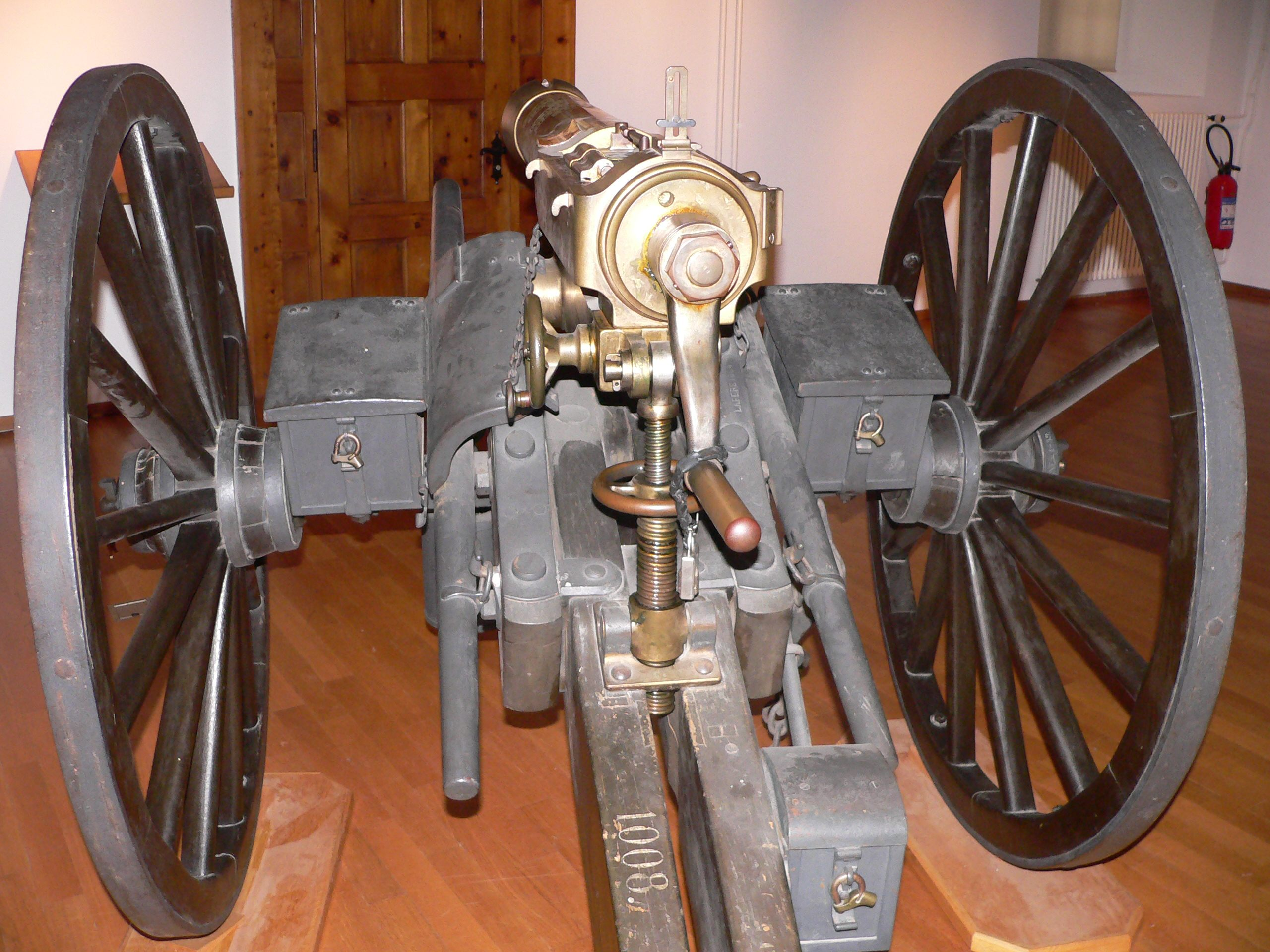
Mitrailleuse, poste de tir, musée du château de Morges, Suisse
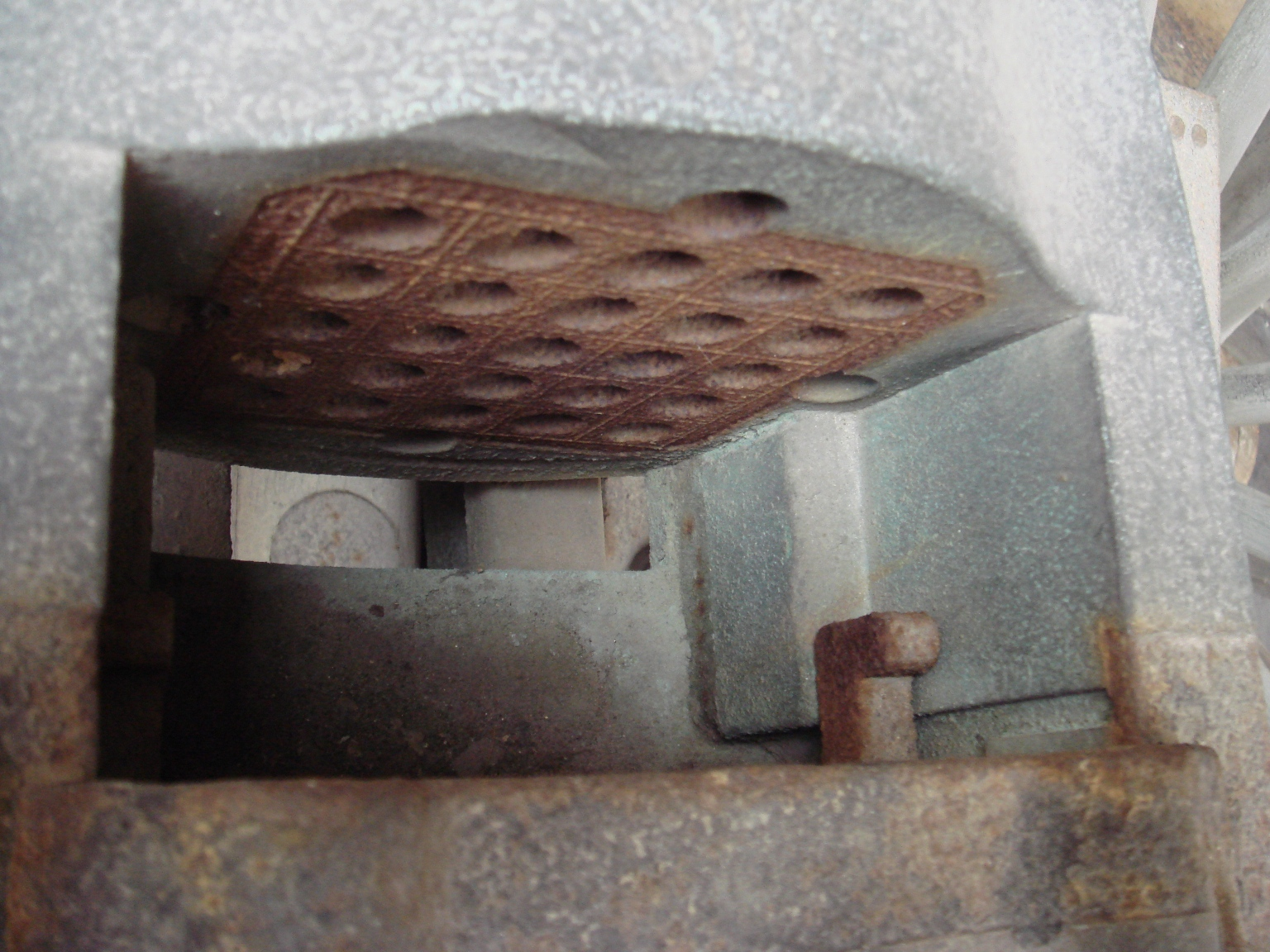
Chargement d'une mitrailleuse de Reffye. Musée de l’Armée, les Invalides.
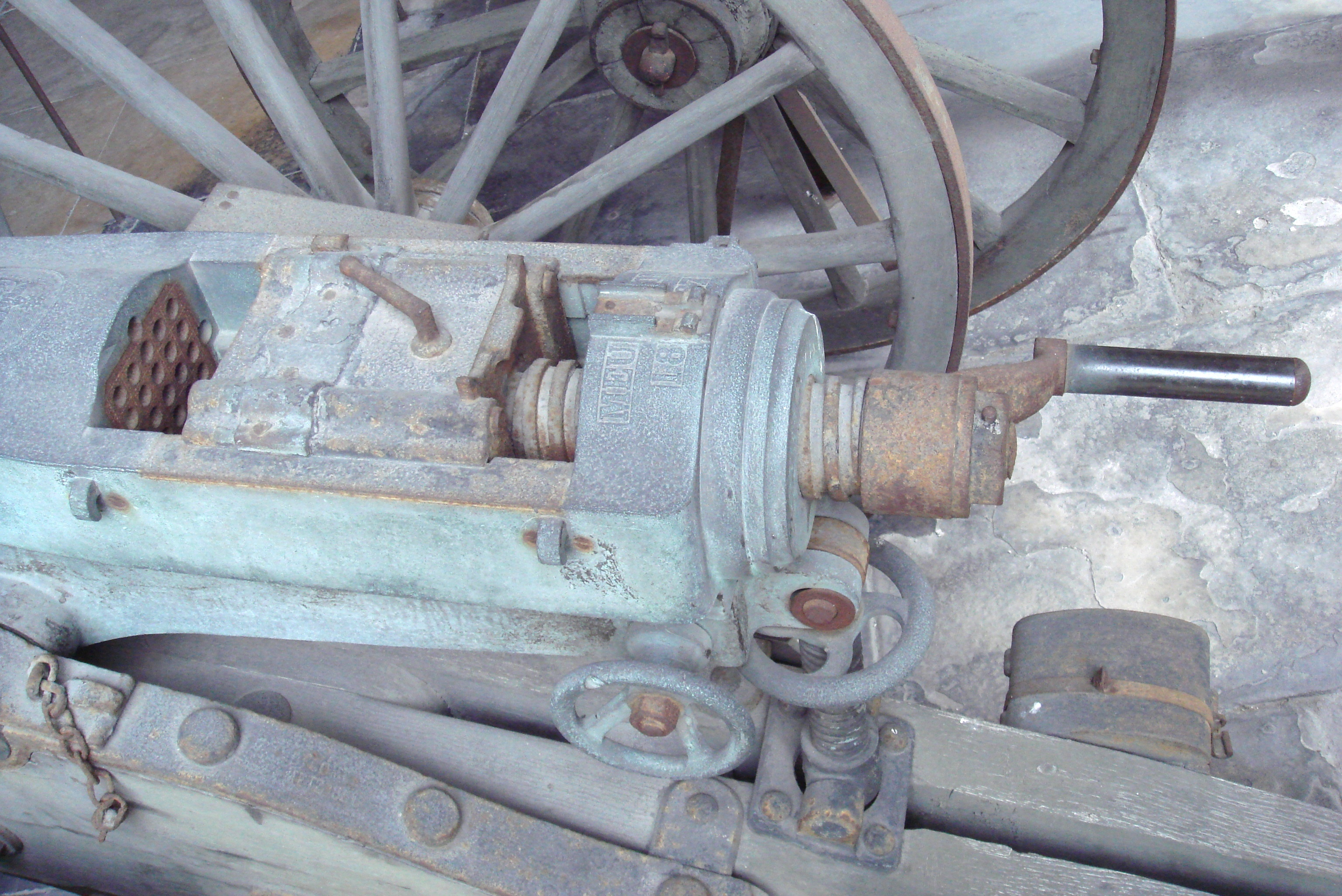
Mécanisme d'une mitrailleuse de Reffye. Musée de l’Armée, les Invalides.

## Sources